# آیون انرژی
آیون انرژی (انگلیسی: Aion) شرکت خودروسازی چینی است، که در سال ۲۰۱۸ تأسیس شد.